# كاسي ستوني
كاسي ستوني (بالإنجليزية: Casey Stoney) (13 مايو 1982 في المملكة المتحدة - ) هي لاعبة كرة قدم بريطانية في مركز الدفاع، شاركت في الألعاب الأولمبية الصيفية 2012. وشاركت مع منتخب إنجلترا لكرة القدم للسيدات. أما مع النوادي، فقد لعبت مع تشارلتون أثلتيك ونادي أرسنال للسيدات ونادي تشيلسي لكرة القدم للسيدات وCharlton Athletic W.F.C. ‏ وNotts County Ladies F.C. ‏ وGreat Britain women's Olympic football team ‏.

## وصلات خارجية
- كاسي ستوني على موقع الاتحاد الدولي (مؤرشف)  (الإنجليزية)
- كاسي ستوني على موقع الاتحاد الأوربي (الإنجليزية)
- كاسي ستوني على موقع قاعدة بيانات كرة القدم.إي يو (الإنجليزية)
- كاسي ستوني على موقع Soccerway.com (الإنجليزية)
- كاسي ستوني على موقع عالم كرة القدم.نت (الإنجليزية)
- كاسي ستوني على موقع أوليمبيديا (الإنجليزية)
- كاسي ستوني على موقع اللجنة الأولمبية البريطانية (الإنجليزية)